# Mazzo di Valtellina
Mazzo di Valtellina (lombardul: Mazz) település Olaszországban, Sondrio megyében. Lakosainak száma 1034 fő (2023. január 1.). Mazzo di Valtellina Grosotto, Tovo di Sant’Agata, Monno és Vervio községekkel határos.

## Népesség
A település népességének változása:
| Lakosok száma | 997  | 999  | 1034 |
|               | 2017 | 2018 | 2023 |